# Arizona (kommun)
Arizona är en kommun i Honduras.   Den ligger i departementet Atlántida, i den nordvästra delen av landet, 180 km norr om huvudstaden Tegucigalpa. Antalet invånare är 19 660.